# أبو الحناء الأصفر الغربي
أبو الحناء الأصفر الغربي (Eopsaltria griseogularis) هو نوع من الطيور في عائلة أبو الحناء الأسترالية، أبو الحناء الأسترالي، موطنه أستراليا. وصفه جون جولد في عام 1838، أن أبو الحناء الأصفر الغربي (روبن) وأقاربه الأستراليين لا يرتبطون ارتباطًا وثيقًا بالروبينات الأوروبية أو الأمريكية، لكن يبدو أنهم فرع مبكر من مجموعة باسريدا من الطيور المغردة. يتراوح طوله بين13.5 و 15.5 سـم (5 1⁄4 و 6 بوصة). الأجزاء العلوية رمادية اللون، وصدرها ورأسها رماديان، مكسوران بخطوط بيضاء بالقرب من المنقار وأسفل العين، وبطن أصفر واضح. الجنسين متشابهان في المظهر. يُعرف على نوعين فرعيين: نوع فرعي (غريزيوجولاريس، الذي له ردف أصفر، ونوع فرعي روزيني مع ردف أخضر زيتوني.
يسكن هذا النوع غابات أوكالبت [الإنجليزية] المفتوحة، والأراضي الشجرية، والفرك، ويفضل عمومًا الموائل ذات المستوى الأدنى. يشمل نطاقها جنوب غرب أستراليا (منطقة بيئية) [الإنجليزية] من غرب أستراليا والساحل الجنوبي للولاية، بالإضافة إلى شبه جزيرة اير [الإنجليزية] في جنوب أستراليا. يتكاثر في عش على شكل فنجان في شجرة. يغلب على الحشرات، والروبن الأصفر الغربي ينقض على الفريسة من فرع منخفض أو علف على الأرض. على الرغم من تصنيفها على أنها أقل اهتمام في القائمة الحمراء للاتحاد الدولي لحفظ الطبيعة (IUCN) للأنواع المهددة بالانقراض، إلا أنها انخفضت في أجزاء من نطاقها.

## التصنيف
وصف عالم الطيور الإنجليزي جون جولد في عام 1838، روبن الأصفر الغربي بأنه (غريزيوجولاريس يوبسالتريا)، في إشارة إلى عينة جُمعت في مستعمرة نهر البجع [الإنجليزية] أُدخل جنس يوبسالتريا بواسطة عالم الطبيعة الإنجليزي ويليام سوانسون قبل ست سنوات لما يعرف الآن باسم أبو الحناء الأصفر الشرقي (E. australis). الاسم المحدد مشتق من الكلمات اللاتينية في العصور الوسطى griseus، والتي تعني "الرمادي" ، وكلمة Gula تعني "الحلق". ذكر غولد أنه كان شائعًا في كل من المستعمرة الجديدة في سهل سوان الساحلي [الإنجليزية] وفي أي موقع به شجيرات تشبه الفرشاة. ضُمن في المجموعة الأولى من الحيوانات المحلية التي جُمعت من أجل جمعية علم الحيوان التي تأسست حديثًا في لندن في ثلاثينيات القرن التاسع عشر.
اقترح عالم الطيور الأسترالي الغربي جوليان فورد معاملة أبو الحناء الأصفر الغربي والشرقي كنوع واحد على حساب أوجه التشابه في المكالمات في عام 1979، والبيئة، والسلوك. أثار تشغيل مكالمات أحد الأنواع في أراضي النوع الآخر استجابة. لم يشعر عالم تصنيف الطيور ريتشارد شود [الإنجليزية] أن هذا الاكتشاف يبرر Lumpers والمقسمات [الإنجليزية] النوعين وخلص في عام 1999 إلى أنهما شكلا نوعًا فائقًا. كشفت تحليلات الحمض النووي للميتوكوندريا والنووي للروبينات الأسترالية في عامي 2009 و 2011 أن الاختلاف بين أبو الحناء الأصفر الشرقي والغربي كان متسقًا مع الفصل على مستوى الأنواع، مما يؤكد وضعها كأنواع متميزة.
وُصِف عالم الطيور الهاوي غريغوري ماثيوز نوعًا فرعيًا آخر - يوبسالتريا غريزيوجولاريس روزينا -  سمي على اسم إثيل روزينا وايت في عام 1912، زوجة عالم الطيور في جنوب أستراليا، صموئيل ألبرت وايت. لاحظ شود أن الترسيم بين الأنواع الفرعية لا يتوافق مع تغيير في الموائل ومن ثم كان صالحًا.
أبو الحناء الأصفر الغربي هو الاسم الرسمي الذي يطلقه الاتحاد الدولي لعلماء الطيور (IOC) على هذا النوع. مثل كل روبينز أستراليا، لا يرتبط ارتباطًا وثيقًا بالروبن الأوروبي ( إرتهاكس روبيكولا ) أو روبن الأمريكي (Turdus migratorius)، ولكنه ينتمي إلى عائلة روبن الأسترالية أبو الحناء الأسترالي. ترتبط هذه الفصيلة ارتباطًا وثيقًا بالعائلات Eupetidae [الإنجليزية] (ثرثرة السكك الحديدية)، Chaetopidae [الإنجليزية] (Rockjumper)، و Picathartidae (الطيور الصخرية) - هذه كلها تشكل سلالة قاعدية في عصفوروسات.
أطلق عليها غولد اسم "أبو الحناء رمادي الصدر" في عام 1848، ومن الأسماء الأخرى المستخدمة أبو الحناء رمادي الصدر وأبو الحناء أصفر رمادي الصدر من أواخر القرن التاسع عشر وأوائل القرن العشرين. أُسقط البادئة "shrike-" من قبل الاتحاد الملكي الأسترالي لعلماء الطيور [الإنجليزية] (RAOU) في عام 1926. أقدم اسم مسجل هو "بام بوور" - أُبلغ عنه بواسطة عالم الطبيعة والمستكشف الإنجليزي جون جيلبرت في عام 1840، ونُشر في طيور غولد في أستراليا - وهو مشتق من لغة نيونغار [الإنجليزية]. قُييمت الاختلافات الإملائية أو اللهجة في ملاحظات المؤلفين الاستعماريين، واقترح إيان أبوت توصية للتهجئة المنتظمة مثل بامبورن ودليل النطق كما بام بام في عام 2009.

## وصف
يتراوح طول أبو الحناء الأصفر الغربي بين13.5 و 15.5 سـم (5 1⁄4 و 6 بوصة)، وطول جناحيها من 24–27.5 سـم (9 1⁄2–10 3⁄4 بوصة) ووزن 20 غ (0.7 أونصة). يتشابه الذكر والأنثى في الحجم واللون، مع عدم وجود اختلاف موسمي في الريش. الرأس والرقبة والأجزاء العلوية رمادية اللون، مع حلق أبيض يتلاشى في الثدي الرمادي.علم (علم التشريح) [الإنجليزية] سوداء، والحواجب رمادية شاحبة، وهناك بعض الخطوط الباهتة الباهتة على أغطية الأذن. الأجزاء السفلية صفراء ومحددة بوضوح من الثدي. الردف وغطاء الذيل العلوي أصفر في السلالات المرشحة وخضراء الزيتون في السلالات الوردية. هناك مساحة واسعة من التلوين الوسيط بين النطاقات الأساسية للنوعين الفرعيين. الطيور من الأنواع الفرعية الوردية لها أجنحة وذيل أطول عمومًا، ومنقار أقصر أرجل وأرجل الطيور [الإنجليزية]. تلك الموجودة على الساحل الغربي بين كليف هيد وكالباري أصغر بكثير عمومًا. عُثر على الأشكال الوسيطة بين النوعين الفرعيين على نطاق عريض بين لانسيلين وخليج جوريان جنوب شرق البلاد عبر Wheatbelt الداخلي إلى الساحل بين الدنمارك ومنتزه حديقة نهر فيتزجيرالد الوطنية [الإنجليزية].
الأحداث لها رأس وعنق وأجزاء علوية بنية داكنة مخططة بخشونة باللون الأبيض الكريمي. العادات سوداء. الذقن والحلق أبيضان رماديان، والثدي كريمي وبني، والبطن أبيض أو أبيض وبني، مشوب إلى البني. تتساقط بعد بضعة أشهر في ريش غير ناضج، تشبه البالغين ولكنها تحتفظ ببعض ريش الطيران البني والأغلفة الثانوية على أجنحتها وذيلها.
ينتج أبو الحناء الأصفر الغربي أغنيته بتسلسل صفارات ممتدة، تبدأ بملاحظتين موجزتين. غالبًا ما تُسمع أغنيته قبل الفجر، ويوصف بأنه ذو جودة حزينة، وله صوت مألوف في الغابات الجنوبية الغربية. كما يلفظ أيضًا مكالمة توبيخ، مكتوبة على أنها ch-churr أو churr-churr، ومكالمة zitting ذات مقطعين. حول وقت التعشيش، تنطق الأنثى بمغازلة أو نداء استجداء للطعام، يتكون من ملاحظة طويلة مع ملاحظة متقطعة أعمق في النهاية.
لا يشبه أي نوع آخر ضمن مداه. عُثر على أبو الحناء الأصفر الشرقي المماثل فقط في الولايات الشرقية لأستراليا [الإنجليزية]. الطيور غير الناضجة تشبه إلى حد بعيد روبن أبيض الصدر [الإنجليزية] (Quoyornis georgianus)، على الرغم من أن كلاهما عادة ما يكونان قريبين من والديهما. كما أن طيور روبينز صفراء غربية صغيرة لها مسحة زيتونية على حواف طيرانها وريش ذيلها، وتكتسب ريشًا أصفر على بطونها أثناء تساقطها من ريش الأحداث.

## توزيع والسكن
عُثر على أبو الحناء الأصفر الغربي في غرب أستراليا جنوب وغرب خط وهمي بين كالباري نورسمان، على الرغم من أنه غائب إلى حد كبير عن السهل الساحلي بين دونجارا ، أستراليا الغربية [الإنجليزية] روكينجهام ، أستراليا الغربية [الإنجليزية] . إنه متشرد نادر شمال خليج القرش ومحمية تولونجا الطبيعية. على طول الساحل الجنوبي، يحدث في توزيع متقطع إلى حدود جنوب أستراليا، في إوكلا ، أستراليا الغربية [الإنجليزية]، و هامبتون تابلاند [الإنجليزية]، و رو بلينز [الإنجليزية]. توجد من يالاتا ، جنوب أستراليا [الإنجليزية] شرقًا إلى شبه جزيرة آير حيث تمتد شمالًا إلى نطاقات جولر [الإنجليزية] ومن الشرق إلى نطاق Middleback [الإنجليزية] في جنوب أستراليا. وهو مستقر عبر مداها.
يمتد المرشح يوبسالتريا غريزيوجولاريس على طول الساحل الجنوبي الغربي لأستراليا من لانسيلين ، أستراليا الغربية [الإنجليزية] في الشمال والداخل إلى نورثام والجنوب الشرقي إلى صوت الملك جورج (أستراليا الغربية) [الإنجليزية]. توجد سلالات فرعية يوبسالتريا غريزيوجولاريس روزينا من خليج جوريان و تامالا ثم في الداخل عبر Wheatbelt (غرب أستراليا) [الإنجليزية] و حقول الذهب في غرب أستراليا [الإنجليزية] إلى الساحل الجنوبي الشرقي لأستراليا، عبر الخليج الأسترالي العظيم وفي شبه جزيرة اير [الإنجليزية].
عُثر أبو الحناء الأصفر الغربي ضمن نطاقه في غابات أوكالبت [الإنجليزية] والأراضي الشجرية، مالي (منطقة بيوجغرافية) [الإنجليزية] والسنط - الشجيرات في المناطق الجافة (شبه القاحلة). وجد العمل الميداني في درياندرا وودلاند [الإنجليزية] أنه يفضل المواقع ذات المظلة السميكة وطبقة أكثر سمكًا من أوراق الشجر والسجلات. يوفر الأخيران بشكل مباشر موطنًا للحشرات التي يتغذى عليها أبو الحناء الأصفر الغربي، في حين أن المظلة تجعل درجات حرارة الأرض أكثر برودة (بالإضافة إلى المزيد من فضلات الأوراق) التي تكون أيضًا مواتية للحشرات. يشير وجود أشجار واندو (شجرة الكينا واندو) والشجيرات من جنس الجاستيرولوبيوم أيضًا إلى فضلات الأوراق السميكة. تتجنب الأنواع أيضًا أجزاء من الغابات المتاخمة للأراضي الزراعية المجاورة، حيث تحتوي هذه المناطق على طبقة أرق من أوراق الشجر. في غابة جارا ماريس الشاهقة، تظل عمومًا في منتصف قصة الثور بانسيا (Banksia grandis) أو الشجيرات الصغيرة.

## سلوك
دُرست السلوك الاجتماعية لأبو الحناء الأصفر الغربي قليلاً. عادة ما توجد الأنواع بمفردها أو في أزواج، وأقل شيوعًا في مجموعات صغيرة - على الأرجح زوج متزاوج وطيور مساعدة. في الخريف والشتاء، قد تنضم طيور روبينز الصفراء الغربية إلى أسراب صيد مختلطة مع طيور أخرى آكلة للحشرات، مثل آكل العسل في جيلبرت (ميليثربتوس كلوروبسيس)، ومنقار العمود الفقري الغربي ( أكانثورينشوس سوبركيليوسوس)، ورمادي الفانتيل (ريبيدورا ألبيسكابا)، و أشواك (أنواع أكانثيزا ).

### تربية
يحدث التكاثر بين شهري يوليو وأوائل يناير، والأكثر شيوعًا بين سبتمبر ونوفمبر. تحاول الأزواج عمومًا استخدام حاضنتين في الموسم. وقد لوحظ أن الأنثى تختار موقع العش. يقع العش في الشوكة أو على فرع من شجرة، وعادة ما تكون شجرة الكينا، مثل الزواج (Corymbia calophylla)، والجارا ( Eucalyptus مارجيناتا)، و واندو في غرب أستراليا، أو صمغ السكر ( أوكالبتوس cladocalyx) في جنوب استراليا. تشمل الأشجار الأخرى نبات السرو (بيرسونية طويلة الأوراق) أو السرو الأصلي ( سندروس ) أو جاكسونيا أو أكاسيا أو She-oak كزوارينية). في البلاد الأكثر جفافاً، قد يختارون شجرة الكافور مالي، بلوبوش (ميريانا)، أو quandong ( صندل مؤنف). وجد العمل الميداني في Dryandra Woodland أعشاشًا تقع في الجزء السفلي من مظلة الشجرة، لذلك تمكنت الطيور من الحصول على رؤية واضحة للأرض، وإخفائها بأوراق الشجر من الحيوانات المفترسة الجوية أعلاه.
العش عبارة عن كوب مفتوح مصنوع من شرائح من اللحاء والعشب والأغصان. تُستخدم شبكات العنكبوت والماشية المجففة وأوراق اللثة للتجليد أو التبطين. إن أرتفاعها 7–9 سـم (2 3⁄4–3 1⁄2 بوصة) وعرضها 5–7 سـم (2–2 3⁄4 بوصة) واسعة، مع أ3–5 سـم (1 1⁄4–2 بوصة) اكتئاب داخلي واسع على شكل كوب. الأنثى تبني العش وتتغذى من الذكور والطيور المساعدة خلال هذا الوقت. يُعتقد أن فترة الحضانة تكون حوالي خمسة عشر يومًا. يتكون القابض عمومًا من اثنين أو نادرًا ثلاثة بيض، أصفر شاحب أو بيض رمادي لؤلؤي يتميز بشكل غير منتظم باللون الأحمر البني ويتراوح حجمه بين 18-22 مم بطول 15-16 عرض مم. يكون البيض أكثر استطالة من البيض الأصفر الشرقي. مثل كل الجوازات، الكتاكيت مملوءة بالحيوية. أي أنهم ولدوا أعمى وعراة. يتم إطعامهم من قبل كل من الوالدين والمساعدين، وتترك الأنثى لتتغذى لنفسها خلال هذه الفترة.
سُجل حيوان بوسوم ذو ذيل الفرشاة الشائع (Trichosurus vulpecula) و shrikethrush الرمادي (Colluricincla هارمونيكا) يفترس صغارها. يُختار هذا النوع كمضيف لطفيليات الحضنة، وتحديدًا الوقواق الشاحب (Cacomantis pallidus) والوقواق البرونزي اللامع (Chrysococcyx lucidus). كان الحد الأقصى للعمر المسجل من النطاقات ثماني سنوات، في طائر محاصر في محمية Kodj Kodjin، غرب أستراليا، تم صيده وإطلاقه في نفس الموقع في يونيو 1994.

### تغذية
تشكل المفصليات، وخاصة الحشرات، الجزء الأكبر من النظام الغذائي لروبن الأصفر الغربي، على الرغم من أن البذور تؤكل في بعض الأحيان. يصطاد عن طريق مسح الأرض من أغصان أو جذوع الأشجار والانقضاض على فريسته في الغالب على الأرض. وجدت إحدى الدراسات التي أجريت في Dryandra Woodland أن طيور أبو الحناء الصفراء الغربية اصطادت 96٪ من فرائسها على الأرض، بينما أظهر العمل الميداني في نفس المكان أنها غالبًا ما تتغذى بالقرب من جذوع الأشجار المتساقطة، خاصة في الأشهر الأكثر دفئًا. غالبًا ما تحتفظ فضلات الأوراق بالقرب من جذوع الأشجار بمزيد من الرطوبة في الأشهر الأكثر دفئًا، وبالتالي فهي تؤوي فريسة أكثر وفرة.وُصف سلوك البحث عن الطعام لأول مرة على أنه يشبه روبينز أوروبا، حيث يقوم برحلات قصيرة إلى الأرض والعودة إلى غصين أو فرع ويبدو أنه غير قادر على الطيران المستمر. كان ظهور هذا السلوك مألوفًا للمراقبين بالقرب من حدود تطهير الأرض، على الرغم من حجب عادات التجثم بعناية.  

## الحفاظ على
قيمت القائمة الحمراء للاتحاد الدولي لحفظ الطبيعة (IUCN) روبن الغربي الأصفر في عام 2016 على أنه من الأنواع الأقل إثارة للقلق، مشيرة إلى وجود نطاق توزيع كبير وسكان لم يستوفوا معاييرهم الخاصة بحالة الحفظ المعرضة للانقراض. عوامل التهديد المعترف بها لمسار السكان في غرب روبن الأصفر هي الاحترار العالمي، وخاصة الأحداث المناخية القاسية، والتغيرات البشرية المنشأ التي تتحلل أو تزيل موطنها. انخفض هذا النوع في أجزاء من Wheatbelt، لا سيما حول مدن كيلربرين ودورين وتامين، على الأرجح بسبب فقدان الموائل المناسبة. تَطهر ما يصل إلى 93٪ من الموائل المناسبة في المنطقة بحلول عام 2002، والكثير مما تبقى قد تعرض للخطر؛ يؤدي تجزئة الموائل ونشاط المواشي إلى تعطيل طبقة القمامة، وغالبًا ما تُزال الجاسترولوبيوم لأنه سام للماشية.

## روابط خارجية
- Xeno-canto: التسجيلات الصوتية لروبن الأصفر الغربي

### اقتباسات
1. ↑  The IUCN Red List of Threatened Species 2021.3 (بالإنجليزية), 9 Dec 2021, QID:Q110235407
2. 1 2  IOC World Bird List Version 6.3 (بالإنجليزية), 21 Jul 2016, DOI:10.14344/IOC.ML.6.3, QID:Q27042747
3. ↑  IOC World Bird List. Version 7.2 (بالإنجليزية), 22 Apr 2017, DOI:10.14344/IOC.ML.7.2, QID:Q29937193
4. ↑  World Bird List: IOC World Bird List (بالإنجليزية) (6.4th ed.), International Ornithologists' Union, 2016, DOI:10.14344/IOC.ML.6.4, QID:Q27907675
5. ↑  Christidis، L.؛ Irestedt، M.؛ Rowe، D.؛ Boles، W. E.؛ Norman، J. A. (2011). "Mitochondrial and nuclear DNA phylogenies reveal a complex evolutionary history in the Australasian robins (Passeriformes: Petroicidae)". Molecular Phylogenetics and Evolution. ج. 61 ع. 3: 726–738. DOI:10.1016/j.ympev.2011.08.014. PMID:21867765.
6. 1 2 3 4 5 6 7 8 9 10 11 12 13 14 15 16 17 18 19 20 21 22 23 24 25 26  Higgins 2002.
7. ↑  Serventy، Dominic (1950). "Taxonomic Trends in Australian Ornithology—with Special Reference to the Work of Gregory Mathews President's Address to the Annual Congress, Hobart, 1949". Emu. ج. 49 ع. 4: 257–267. DOI:10.1071/MU949257.
8. ↑  Boles، Walter E. (1988). The Robins and Flycatchers of Australia. Sydney: Angus & Robertson. ص. 119. ISBN:0-207-15400-7.
9. ↑  Oliveros، Carl H.؛ Field، Daniel J.؛ Ksepka، Daniel T.؛ Barker، F. Keith؛ Aleixo، Alexandre؛ Andersen، Michael J.؛ Alström، Per؛ Benz، Brett W.؛ Braun، Edward L. (2019). "Earth history and the passerine superradiation". Proceedings of the National Academy of Sciences. ج. 116 ع. 16: 7916–7925. DOI:10.1073/pnas.1813206116. PMC:6475423. PMID:30936315. {{استشهاد بدورية محكمة}}: الوسيط |إظهار المؤلفين=29 غير صالح (مساعدة)
10. 1 2  Gould، John (1848). The Birds of Australia. London: self. ج. 3. Plate [12] and text. مؤرشف من الأصل في 2021-07-29.
11. ↑  Australian Bird & Bat Banding Scheme (ABBBS) (2017). "ABBBS Database Search: Eopsaltria griseogularis (western yellow robin)". Bird and bat banding database. Australian Government Department of the Environment, Water, Heritage and the Arts. مؤرشف من الأصل في 2023-06-14. اطلع عليه بتاريخ 2019-08-19.
12. ↑  Recher، Harry F.؛ Davis، William E. (1998). "The foraging profile of a wandoo woodland avifauna in early spring". Austral Ecology. ج. 23 ع. 6: 514–527. DOI:10.1111/j.1442-9993.1998.tb00762.x.

1. ↑  Mathews was a controversial figure in Australian ornithology. He was responsible for bringing تسمية ثلاثية into local taxonomy, but was regarded as an extreme splitter. He recognized many subspecies on scant evidence and few notes. In particular, this drew a hostile response from أرشيبالد جيمس كامبل, a leading Australian figure in birds at the time. He later began splitting genera. Dominic Serventy foretold that, although a great many of these subspecies ceased to be recognized, future research would have to resort to the use of some of them, if and when evidence supported their distinct status.[7]